# NGC 883
NGC 883 je galaksija u zviježđu Kit.

## Vanjske poveznice
- SEDS: NGC 883